# Boris Hagelin
Boris Caesar Wilhelm Hagelin (2 de julio de 1892 - 7 de septiembre de 1983) fue un empresario sueco, inventor de  máquinas de cifrado.

## Biografía

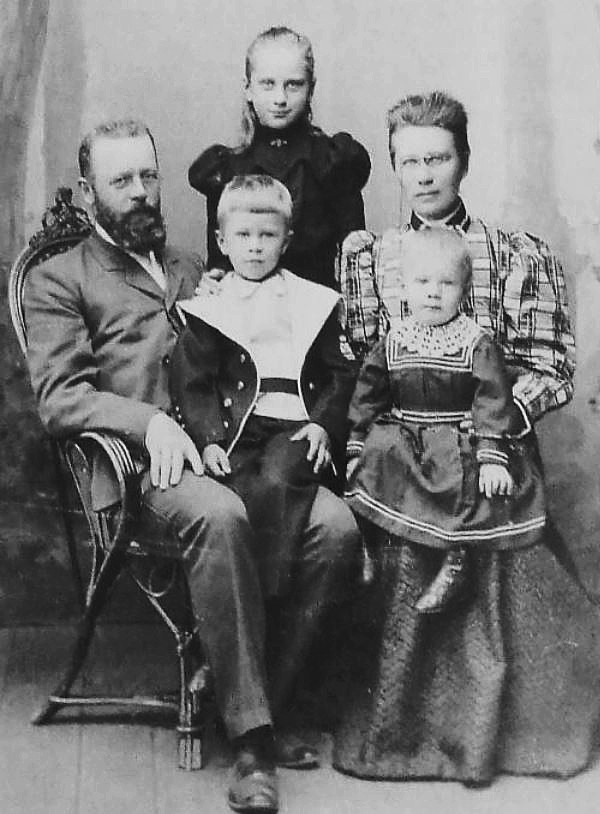
La familia Hagelin: Karl Wilhelm Hagelin y su mujer Helga, con sus hijos Anna, Boris y Volodja (hacia 1905)

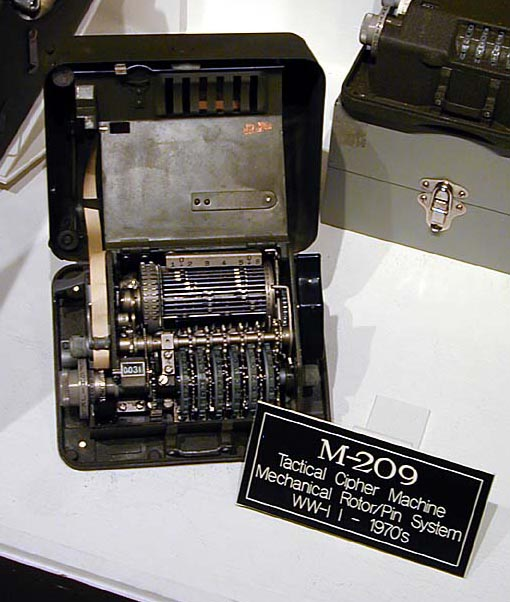
Una M-209, diseñada por Hagelin

Nacido de padres suecos en Adshikent, Azerbaiyán, Hagelin se educó en el internado Lundsberg y luego estudió ingeniería mecánica en el Real Instituto de Tecnología de Estocolmo, donde se graduó en 1914. Adquirió experiencia en ingeniería a través de distintos trabajos en Suecia y en los Estados Unidos.
Su padre Karl Wilhelm Hagelin trabajaba para la compañía Nobel en Bakú, pero la familia regresó a Suecia después de la revolución rusa. Karl Wilhelm era inversor en la empresa  Aktiebolaget Cryptograph de Arvid Gerhard Damm, dedicada a vender máquinas de rotores fabricadas según la patente obtenida por Damm en 1919. Boris Hagelin commenzó a trabajar en la firma representando a la inversión familiar. En 1925, Hagelin se hizo cargo de la empresa y luego la reorganizó como Aktiebolaget Cryptoteknik en 1932. Sus máquinas competían con las Enigma de Scherbius, y se vendían bastante mejor.
Al comienzo de la Segunda Guerra Mundial, Hagelin se trasladó de Suecia a Suiza, para lo que debió entrar a Alemania y viajar de Berlín a Ginebra, llevando los documentos de diseño de la última máquina de la compañía. Una vez en Suiza, restableció allí la empresa (que todavía opera como Crypto AG en Zug). Su diseño era pequeño, barato y moderadamente seguro, y convenció al ejército estadounidense para que lo adoptara. Se hicieron muchas decenas de miles de sus máquinas, y Hagelin pudo amasar una considerable fortuna. Se sabe que vendió de manera fraudulenta máquinas a diversos clientes involucrados en casos de espionaje. El historiador David Kahn ha sugerido que Hagelin fue el único fabricante de máquinas de cifrado que se hizo millonario.
Boris es el bisabuelo de Carl Hagelin, jugador del equipo Washington Capitals de la National Hockey League.

## Patentes
- Patente USPTO n.º 1846105 (B-21)
- Patente USPTO n.º 2089603 (C-35)
- Patente USPTO n.º 2247170
- Patente USPTO n.º 2802047
- Patente USPTO n.º 2851794 (CD-57)
- Patente USPTO n.º 3083263
- Patente USPTO n.º 3485948

## Lecturas relacionadas
- Boris CW Hagelin, The Story of the Hagelin Cryptos, Cryptologia, 18 (3), julio de 1994, págs. 204–242.